# تركي الخضير
تركي الخضير (بالإنجليزية: Turki Al-Khodair)‏؛ مواليد 23 أغسطس 1987 في المدينة، السعودية، هو لاعب كرة قدم سعودي.

## مسيرة اللاعب
كانت بداياته مع نادي الأنصار ولعب بعدها مع الاتحاد ونادي الخليج ونادي القيصومة ونادي جدة ونادي أحد ونادي البكيرية ونادي العلا.

## روابط خارجية
- تركي الخضير على موقع Soccerway.com (الإنجليزية)